# Lanugo (geslacht)
Lanugo is een geslacht van insecten uit de orde vliesvleugeligen (Hymenoptera) en de familie Ichneumonidae.

## Soorten
- L. bicincta Townes, 1962
- L. brunnipennis Townes, 1962
- L. cesta (Say, 1835)
- L. deserti Townes, 1962
- L. excincta Townes, 1962
- L. ferrugata Townes, 1962
- L. flavipennis Townes, 1962
- L. fraternans (Cameron, 1885)
- L. hebetis (Cameron, 1885)
- L. longuria Townes, 1962
- L. picta Townes, 1962
- L. polita Townes, 1962
- L. retentor (Brulle, 1846)
- L. schlingeri Townes, 1962
- L. sororia (Cresson, 1872)
- L. yucatan Kasparyan & Ruiz-Cancino, 2005